# Tabanus obliquemaculatus
Tabanus obliquemaculatus är en tvåvingeart som beskrevs av Macquart 1838. Tabanus obliquemaculatus ingår i släktet Tabanus och familjen bromsar. Inga underarter finns listade i Catalogue of Life.